# Слава Севрюкова
Слава Севрюкова е българска езотеричка, ясновидка.

## Биография
Слава Севрюкова е родена на 18 декември (05 декември стар стил) 1902 година в Нова Загора. От 8- – 9-годишна възраст смята, че има ясновидски способности. В рода ѝ по майчина линия има и други, занимаващи се с народна медицина и претендиращи да са ясновидки. Това са баба ѝ, знахарка и билкарка, както и майката на Слава – Мария, която също смятала себе си за лечителка и ясновидка. На 16 години се омъжва за белогвардейския емигрант Степан Севрюков. Украинецът от Харков е тежко ранен в крака. Дълго го лекуват в лазарета на обновените бивши турски казарми, намиращ се на метри от дома на Слава. Младата Слава безвъзмездно се грижи за ранените, включително за бъдещия си съпруг.
През месец февруари 1962 година тя се запознава с доц. Иво Лозенски. През 1963 година двамата установяват контакт и провеждат психотронни сеанси (изследвания със силата на мисълта). Връзката с доц. Лозенски продължава до кончината ѝ, 30 години по-късно. Записки от психотронните сеанси на двамата са публикувани в множество статии и в монографията „Психотронични изследвания на микросвета“.
Слава Севрюкова придобива широка известност едва в последните години от своя живот, след 1989 година. Тогава за нея се заговоря по медиите и се прави документален филм. Слава Севрюкова напуска земния свят на 10 април 1991 година.

## Предричания
Според Слава Севрюкова едва в началото на 21 век България ще се отърси от тежката си карма, която я преследва близо хилядолетие.
Твърди, че предрича анексирането на български територии пред ограничен кръг хора през 80-те години на XX век. Предсказанието гласи, че ще се направи опит части от Североизточна и Югоизточна България да бъдат откъснати по мирен път в началото на XXI век. Според ясновидката опитът в Североизточна България няма да успее, но за онова, което ще се случи в Югоизточна България, казва: „Виждам как без пушка да пукне, по мирен път ще се отцепят към съседната нам югоизточна съседка“. Тя не е дала точен времеви отрязък, когато тези събития ще станат факт, но е била категорична, че това ще се случи когато България е вече пълноправен член на ЕС (няма данни тези предричания да са се появявали в медиите преди България да стане пълноправен член на ЕС). Твърди се, че е казала, че „когато ние влезем в Европа“, тогава ще стане това отцепване, и Европа ще гледа с почуда, и няма да знае как да реагира. Толкова мирно и кротко ще стане. И тогава, казва, сърбите ще ни протегнат първи ръка.